# 杭州市保俶塔实验学校

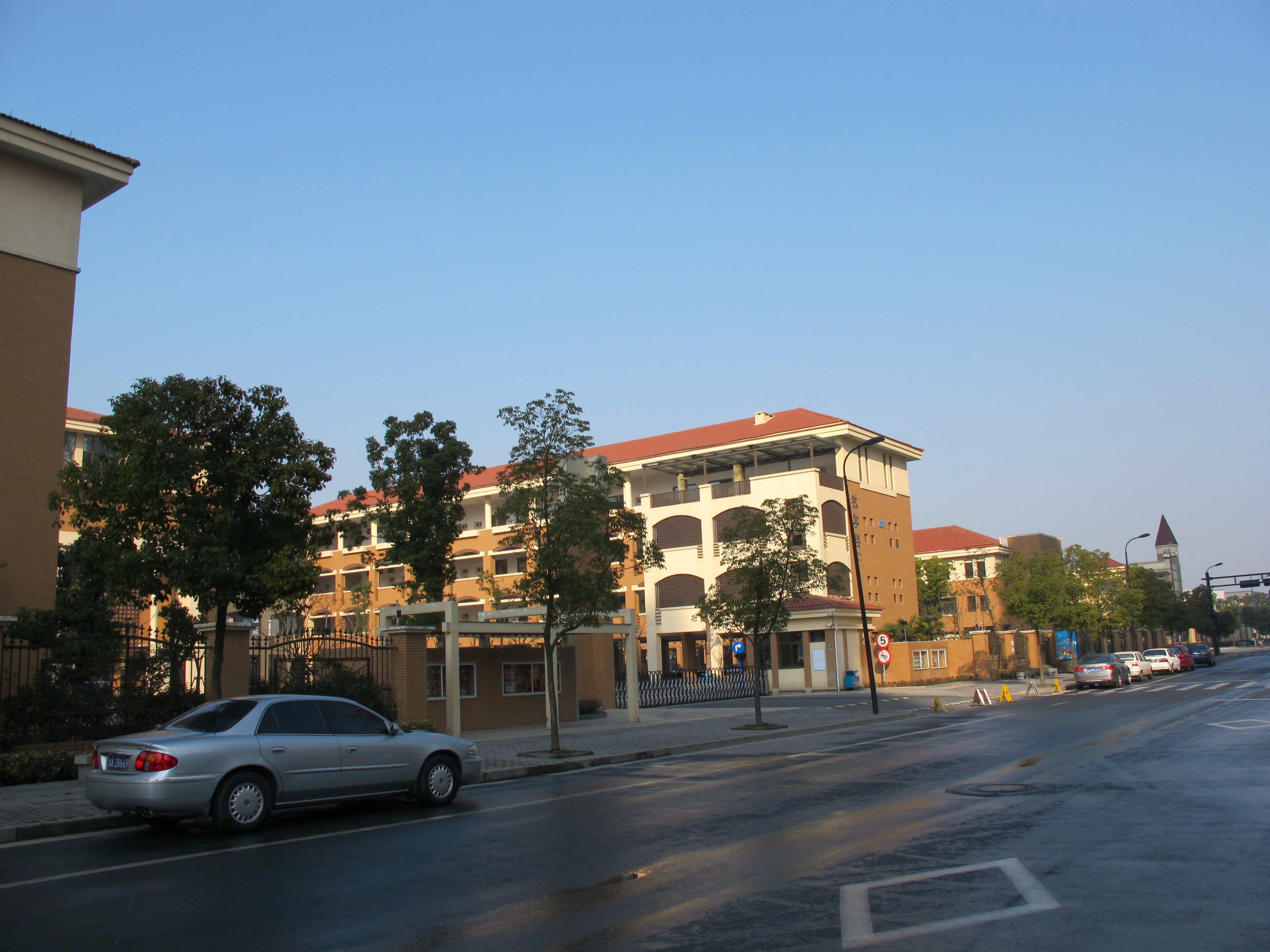
学校校园

杭州市保俶塔实验学校是一所公立学校，位于杭州市西湖区，简称“保实”。保俶塔实验学校於1949年建校，设有小学部、初中部、高中部。